# Episodi di Io e i miei tre figli (decima stagione)
La decima stagione della serie televisiva Io e i miei tre figli (My Three Sons) è andata in onda negli Stati Uniti dal 4 ottobre 1969 al 4 aprile 1970 sulla CBS.
| nº | Titolo originale               | Prima TV USA     | Titolo italiano | Prima TV Italia |
| -- | ------------------------------ | ---------------- | --------------- | --------------- |
| 1  | The First Meeting              | 4 ottobre 1969   |                 |                 |
| 2  | Instant Co-Worker              | 11 ottobre 1969  |                 |                 |
| 3  | Is It Love?                    | 18 ottobre 1969  |                 |                 |
| 4  | A Ring for Barbara             | 25 ottobre 1969  |                 |                 |
| 5  | The Littlest Rebel             | 1º novembre 1969 |                 |                 |
| 6  | Two Weeks to Go                | 8 novembre 1969  |                 |                 |
| 7  | One Week to Go                 | 15 novembre 1969 |                 |                 |
| 8  | Came the Day                   | 22 novembre 1969 |                 |                 |
| 9  | Mexican Honeymoon              | 29 novembre 1969 |                 |                 |
| 10 | After You, Alphonse            | 13 dicembre 1969 |                 |                 |
| 11 | Rough on Dodie                 | 20 dicembre 1969 |                 |                 |
| 12 | Silver Threads                 | 27 dicembre 1969 |                 |                 |
| 13 | It's a Woman's World           | 3 gennaio 1970   |                 |                 |
| 14 | Table for Eight                | 10 gennaio 1970  |                 |                 |
| 15 | Double Jealousy                | 17 gennaio 1970  |                 |                 |
| 16 | Dodie's Tonsils                | 24 gennaio 1970  |                 |                 |
| 17 | Who Is Sylvia?                 | 31 gennaio 1970  |                 |                 |
| 18 | You Can't Go Home              | 7 febbraio 1970  |                 |                 |
| 19 | Guest in the House             | 14 febbraio 1970 |                 |                 |
| 20 | Charley's Cello                | 21 febbraio 1970 |                 |                 |
| 21 | The Honeymoon Is Over          | 28 febbraio 1970 |                 |                 |
| 22 | Baubles, Bangles, and Beatrice | 7 marzo 1970     |                 |                 |
| 23 | Mister X                       | 14 marzo 1970    |                 |                 |
| 24 | Dodie's Dilemma                | 21 marzo 1970    |                 |                 |
| 25 | Love Thy Neighbor              | 28 marzo 1970    |                 |                 |
| 26 | J.P. Douglas                   | 4 aprile 1970    |                 |                 |

## The First Meeting
- Prima televisiva: 4 ottobre 1969

### Trama
- Guest star: Elaine Devry (Millicent Sawyer)

## Instant Co-Worker
- Prima televisiva: 11 ottobre 1969

### Trama
- Guest star: Billy McMickle (ragazzo), Michael Freeman (ragazzo), Betty Lynn (Janice Dawson), Ann Marshall (Cynthia Wright), John Gallaudet (Bob Anderson), Eleanor Audley (Mrs. Vincent), Aladdin (Cesare), Naomi Stevens (Mama Rossini)

## Is It Love?
- Prima televisiva: 18 ottobre 1969

### Trama
- Guest star: Naomi Stevens (Mama Rossini), Eleanor Audley (Mrs. Vincent), Aladdin (Cesare)

## A Ring for Barbara
- Prima televisiva: 25 ottobre 1969

### Trama
- Guest star: Randy Whipple (ragazzo), Naomi Stevens (Mama Rossini), Aladdin (Cesare), Eleanor Audley (Mrs. Vincent), Stafford Repp (sergente Perkins), Buck Young (ufficiale di polizia)

## The Littlest Rebel
- Prima televisiva: 1º novembre 1969

### Trama
- Guest star: Randy Whipple (ragazzo), Aladdin (Cesare), Eleanor Audley (Mrs. Vincent), Naomi Stevens (Mama Rossini), Billy McMickle (ragazzo)

## Two Weeks to Go
- Prima televisiva: 8 novembre 1969

### Trama
- Guest star: Cathleen Cordell (Marcia Cummings), Aladdin (Cesare), Eleanor Audley (Mrs. Vincent), Naomi Stevens (Mama Rossini), Margie DeMeyer (Florine Dixon)

## One Week to Go
- Prima televisiva: 15 novembre 1969

### Trama
- Guest star: Eleanor Audley (Mrs. Vincent), Maurice Manson (reverendo Glassel)

## Came the Day
- Prima televisiva: 22 novembre 1969

### Trama
- Guest star: Maurice Manson (reverendo Glassel), Aladdin (Cesare), Eleanor Audley (Mrs. Vincent), Naomi Stevens (Mama Rossini), Richard Steele (ragazzo)

## Mexican Honeymoon
- Prima televisiva: 29 novembre 1969

### Trama
- Guest star: Heidi Vaughn (Helen Crawford), Paul Petersen (Ted Winks), Tony Davis (Miguelito), Nacho Galindo (Pepe), Ricky Kelman (Josh Odam), Saverio LoMedico (cameriere), Astrid Warner (Ginger)

## After You, Alphonse
- Prima televisiva: 13 dicembre 1969

### Trama
- Guest star:

## Rough on Dodie
- Prima televisiva: 20 dicembre 1969

### Trama
- Guest star: Ricky Allen (Larry)

## Silver Threads
- Prima televisiva: 27 dicembre 1969

### Trama
- Guest star: Gene Benton (Mr. Arnold), Lou Cutell (Marvin Horndiffer)

## It's a Woman's World
- Prima televisiva: 3 gennaio 1970

### Trama
- Guest star: Judith De Hart (Mrs. Snell), Mimi Dillard (cameriera)

## Table for Eight
- Prima televisiva: 10 gennaio 1970

### Trama
- Guest star: Allan Gruener (George Price), Mary Ann Gibson (Margaret Gutherie), Eleanor Audley (Mrs. Vincent), David Brandon (Joe Gutherie), Jean Cook (Sylvia Anderson), John Gallaudet (Bob Anderson), Shela Moor (Mrs. Price)

## Double Jealousy
- Prima televisiva: 17 gennaio 1970

### Trama
- Guest star: Ann Marshall (Cynthia Wright), Betty Lynn (Janice Dawson), Brenda Benet (Maureen Morgan), Andrea Sacino (Sharon)

## Dodie's Tonsils
- Prima televisiva: 24 gennaio 1970

### Trama
- Guest star: Sarah Selby (infermiera), Roy Roberts (dottor Roy Conlin), Gail Bonney (infermiera), Virginia Capers (infermiera), Jane Dulo (Welcome Lady), Ann McCrea (infermiera), Carolyn Stellar (infermiera)

## Who Is Sylvia?
- Prima televisiva: 31 gennaio 1970

### Trama
- Guest star: Jane Wyman (Sylvia Cannon)

## You Can't Go Home
- Prima televisiva: 7 febbraio 1970

### Trama
- Guest star: Yale Summers (Phil Rankin), Olan Soule (Everett Mindermann), Robert Broyles (poliziotto), Gary Grimes (studente), Linda Halliburton (Judy Cornell), Frank Killmond (Hal Cornell), Charles Lampkin (postino), Natalie Masters (Mrs. Showfield), Burt Mustin (vecchio), Suzanne Ried (Miss Clark), Frank Warren (Moving Man)

## Guest in the House
- Prima televisiva: 14 febbraio 1970

### Trama
- Guest star: Janis Oliver (Sally Crane), William Mims (Bill Crane), Eleanor Audley (Mrs. Vincent), Ellen Clark (Mrs. Henson), Dolores Quinton (Mrs. Joan Terry)

## Charley's Cello
- Prima televisiva: 21 febbraio 1970

### Trama
- Guest star: Madge Cleveland (Phoebe Elstone), Winnie Collins (Effie Springer), Virginia Lewis (Monica Bradley)

## The Honeymoon Is Over
- Prima televisiva: 28 febbraio 1970

### Trama
- Guest star: Betty Lynn (Janice Dawson), James Driskill (guardia di sicurezza), Aladdin (Cesare), Robert Brubaker (Carl Jason), Naomi Stevens (Mama Rossini)

## Baubles, Bangles, and Beatrice
- Prima televisiva: 7 marzo 1970

### Trama
- Guest star: James Halferty (Arthur Morgan), Kelly Flynn (Howard Jacobs), Vicki Cos (Julie), Victoria Paige Meyerink (Beatrice)

## Mister X
- Prima televisiva: 14 marzo 1970

### Trama
- Guest star: Lew Ayres (professore Harper), Charles Bateman (Mark Tanner), John Gallaudet (Bob Anderson)

## Dodie's Dilemma
- Prima televisiva: 21 marzo 1970

### Trama
- Guest star: Patience Cleveland (Mrs. Pauline Lewis), Tracie Savage (Karen), Erin Moran (Victoria Lewis), Lori Loughton (Debbie), Jon Lormer (giudice Meekham)

## Love Thy Neighbor
- Prima televisiva: 28 marzo 1970

### Trama
- Guest star: Lori Martin (Evelyn Lawrie), Jerry Mathers (Joe Lawrie), Andrea Sacino (Sharon)

## J.P. Douglas
- Prima televisiva: 4 aprile 1970

### Trama
- Guest star: Pitt Herbert (Mr. Whiteside), Fred Gerber (Bill), Paul Barselou (Mr. Garrison), David Foley (Ted), Andrea Sacino (Sharon)